# Grigore Zamfirescu
Grigore Zamfirescu (n. 1896, București – d. 1943, București-Băneasa) a fost un inginer aeronautic român, inventator și inovator, pionier al aviației din România, antreprenor și fondator al Societății pentru exploatări tehnice, numită ulterior, în 1931, Fabrica de avioane S.E.T. inginer „Grigore Zamfirescu”.

## Educație
Grigore Zamfirescu a urmat Școala primară din Câmpulung Muscel și Liceul din Focșani. La 18 ani, s-a înrolat voluntar în armată, cu puțin timp înainte de intrarea României în Primul Război Mondial. A fost repartizat la Batalionul de Pionieri din București, iar comandantul batalionului l-a trimis la Școala militară de ofițeri de infanterie și geniu, pe care a absolvit-o cu gradul de sublocotenent în rezervă. În această calitate, a participat la luptele desfășurate de armata română în perioada 1916-1917.
Imediat după război, și-a continuat studiile. A urmat cursurile Școlii de poduri și șosele din București. După absolvire, în 1920, și-a continuat pregătirea la Școala Superioară de Aeronautică și Construcții Mecanice din Paris, de unde a absolvit cu diploma de inginer în construcții aeronautice. Pentru consolidarea cunoștințelor dobândite, Grigore Zamfirescu a rămas în Paris încă un an după absolvire și a lucrat ca inginer stagiar la Uzinele de avioane „Farman” și la Laboratorul aerodinamic „Eiffel”.

## Carieră
După întoarcerea în țară, în anii 1923-1924, Grigore Zamfirescu a organizat și condus Servicul tehnic al Arsenalului aeronautic de la Cotroceni. În paralel cu această activitate, s-a ocupat de pregătirea unor noi cadre pentru aviația română și a predat cursuri de construcții aeronautice la Școala militară de pilotaj de la Tecuci. Mai târziu, a fost numit profesor titular la Secția de aviație și armament din cadrul Politehnicii din București. 
În 1923, a pus bazele Societății pentru Exploatări Tehnice (S.E.T.). Un an mai târziu, la inițiativa sa, s-a format în cadrul întreprinderii Secția pentru construirea avioanelor „Proto-2” aflate deja în dotarea Școlii militare de pilotaj de la Tecuci. În plus, tot el a inițiat transformarea unui număr de cinci avioane militare de bombardament „De Havilland” în avioane de transportat pasageri. În 1927, în cadrul aceleiași întreprinderi, a fost realizat prototipul unui avion militar de recunoaștere, „PROTO-SET”, proiectul fiind realizat de inginerii Ștefan Protopopescu, Grigore Zamfirescu și Dumitru Baziliu.
În 1928, împreună cu Dumitru Baziliu, a realizat un alt avion de școală, „SET-3”. Direcția Aeronautică din Ministerul de Război a recunoscut performanțele acestui aparat și a comandat construirea unui număr de zece avioane, comandă onorată de Zamfirescu într-un an de zile.
În 1932, Grigore Zamfirescu a fost avansat pentru meritele sale de constructor de avioane la gradul de locotenent-comandor de aviație, în contextul în care marele raid aerian București-Saigon-București, pe o distanță de 25.000 km, fusese realizat cu un avion „SET-31” pilotat de Ionel Ghica.

## Realizări
Grigore Zamfirescu a realizat mai multe tipuri de avioane „SET”:
- Proto S.E.T. 2
- S.E.T. 3
- avionul de recunoaștere „SET-2”
- avionul de școală și antrenament pentru elevii Școlii de pilotaj „SET-31”
- avionul de antrenament pentru observatorii aerieni militari „SET-7”
- avionul pentru antrenamentul piloților de vânătoare „SET-x”
- avioanele pentru antrenamentul și zborul de noapte „SET-4” și „SET-41”
- avionul pentru antrenamentul piloților de vânătoare „SPAD-SET”
- avionul de vânătoare „SET-15”
- avioanele de observare „SET-7K” și „SET-7 Kb”
- avionul de antrenament „SET-14”
- avionul de școală și legătură „Fleet F10G”
- avionul de vânătoare și antrenament „NARDI-305”